# 6180 Bystritskaya
6180 Bystritskaya eller 1986 PX4 är en asteroid i huvudbältet som upptäcktes den 8 augusti 1986 av den ryska astronomen Ljudmila Tjernych vid Krims astrofysiska observatorium på Krim. Den är uppkallad efter den sovjetiska skådespelerskan Elina Bystritskaja.